# دربندي العليا (ميانكوه)
دربندي العلیا (بالفارسية: دربندی علیا) هي قرية تقع في إيران في خراسان رضوي. يقدر عدد سكانها بـ 599 نسمة .